# Bivacco Barenghi
Il bivacco Beppe Barenghi è un bivacco in comune di Acceglio, in valle Maira. Inaugurato nel 1958, dispone di 9 posti letto. Si trova ai bordi del lago del Vallonasso di Stroppia, nella parte superiore della montagna di Stroppia.

## Storia
Il bivacco fu inaugurato nel 1958. È dedicato a Beppe Barenghi, alpinista milanese morto nel 1954 sul monte Api.

## Caratteristiche e informazioni
Si tratta di una struttura metallica internamente rivestita in legno.
L'interno è diviso in due zone:
- la zona più prossima all'ingresso è adibita a zona ristoro, con un tavolo, panche, e materiale per cucina
- la seconda zona presenta nove posti letto in brande a castello su tre livelli

La struttura è dotata di illuminazione elettrica alimentata mediante pannelli solari. Il rifornimento d'acqua è assicurato dal vicino lago del Vallonasso di Stroppia.

## Accesso
Dal lato italiano, il bivacco si raggiunge da Chiappera. Si parcheggia l'auto presso il rifugio Campo Base o poco più avanti, presso il ponte delle Fie; si segue il sentiero S18 (attenzione! tratti esposti) passando per il rifugio Stroppia e risalendo quindi l'altopiano carsico noto come "montagna di Stroppia", per arrivare in circa 4 ore al bivacco.
Dalla Francia il bivacco è raggiungibile da Fouillouze attraverso il colle di Nubiera, oppure da Serenne attraverso il colle di Gippiera.

## Ascensioni
- Aiguille de Chambeyron - 3.412 m
- Brec de Chambeyron - 3.389 m
- Tête de l'Homme - 3.202 m
- Tête de la Frema - 3.142 m

## Traversate
- Tour du Brec de Chambeyron
- Rifugio Chambeyron al lago dei nove colori
- Traversata dal colle Maurin sul sentiero Roberto Cavallero
- Giro ad anello da Chiappera - Sentiero Dino Icardi